# Sulyok Katalin
Sulyok Katalin (született: Darvas Katalin; Miskolc, 1937. december 18. – Budapest, 1993. november 16.) magyar író, újságíró. 1971-től két évtizedig a Nők Lapja munkatársa, majd főmunkatársa. 1982-ben Rózsa Ferenc-díjat kapott.

## Élete
Öt-hat faluban, városban éltek a szülei, legtöbbet Tállyán, ott járt általános iskolába, erről az időről voltak emlékei. Apja Darvas József foglalkozása gazdálkodó, földműves, anyja Nagy Mária, háztartásbeli. Középiskolába a miskolci Vámos Ilonka Általános Leánygimnáziumba járt, ott szerzett érettségi bizonyítványt. Életének egyik nehéz korszaka volt, mert a várostól hatvan kilométerre laktak, naponta járt be vonattal, „négy éven át fél négykor keltem a vonathoz, és este félhétre értem haza”, emlékezett. /Jegyzet: „Nőnek születtem” c könyvének fülszövege./
1957-ben jelentkezett az  ELTÉ-re, de a sikeres felvételi ellenére sem vették fel. Sulyok Katalin apjával azonos nevű Darvas József politikus, miniszter, író megüzente neki, hogy soha többet ne próbálkozzon tanulással, és ne akarjon író lenni. A  felvételi bizottság egyik tanára, Szabad György (a későbbi országgyűlési elnök) hiába harcolt érte, mert hatalmas erők mozdultak meg ellene, ill. ellenük. /Jegyzet: Szabad György egy kis tanulmányának a különnyomatát ajándékozta neki, rajta a tanár kézírása, dedikálás dátuma: 1957. július 17-e./
Egészségügyi iskolában  csecsemő- és gyermekgondozói képesítő oklevelet szerzett, első munkahelye a szerencsi cukorgyár bölcsődéje, majd a sajószentpéteri járási szülőotthon, ezt követően Budapesten, a Bajcsy-Zsilinszky Kórház szülészetén dolgozott. Nehéz évek voltak ezek is: három műszakban, különösen az éjszakák, amikor egyetlen gondozóra bíztak 25-30 újszülöttet, a kőbányai Gizella-nővérszálláson pedig hat-nyolc társával egy szobában soha nem pihente ki magát.
Voltam eltartott és családfenntartó, gyári munkás és vásározó bazáros, iparművészeknél segédmunkás és szőlősgazdáknál napszámos, dolgoztam bolgárkertészetben, voltam kisiparos alkalmazottja, néhány évig kórházi ápolónő, dolgoztam koraszülötteknél, szülőotthonban, falusi bölcsődében, ez jelentette az egyetemet, mivel az igazira nem vettek fel.
Később keramikus-művészeknél festett sorozatgyártásra készülő csészéket, dísztárgyakat, férjével takarítást vállalt műanyaggyártó kisiparosoknál. KMK-s, azaz közveszélyes munkakerülőnek számított.
1963-ban összeházasodott Siklós Lászlóval, tíz éven keresztül egyik albérletből a másikba költöztek, főzni, mosni, tisztálkodni szinte sehol nem lehetett, az illemhely az udvar végében. Hiába adtak be kérelmet tanácsi lakásra, a kiutaláshoz fizikai munkás státusz, két gyerek jelentett volna előnyt.
1972-ben Buda-környéki faluban részletre vásároltak egy romos parasztházat, a kertből minta-veteményest, az udvarból arborétumot alkottak. Bio-gazdálkodásuk tapasztalatait játékosan megírták „Vetéstől a tálalásig” c. könyvükben (Mezőgazdasági Kiadó, 1988), a negyvenötezer példány hetek alatt elfogyott.

## Indulása és sikere
Gyerekkorától írt, amire nehéz sorsú  apjától kapott késztetést, aki megküzdött azért, hogy az elemi iskola után parasztgyerekként felvegyék internátusba, hogy tanító lehessen. Még Darvas Katalin néven, kisiskolás korától küldözgette írásait, novelláit az ifjúsági rádióba, négy alkalommal részt vett Budapesten rendezett „szellemi öttusa” versenyen, ezek az oklevelek önbizalmat adtak neki. Amikor már a fővárosban dolgozott, vitte-hordta írásait a szerkesztőségekbe. 1963-ban Bujdosó Szerén c. kisregényével részt vett az Új Írás jeligés kisregénypályázatán, ami eredményhirdetés nélkül kudarcba fulladt. /A regény főszereplője egy cigány ápolónő, akit kihasználnak, megaláznak az orvosok. Több rendező meg akarta filmesíteni, de nem engedte a hatalom./
1968. március 2-án az Élet és Irodalomba leadott, és azonnal közölt irodalmi riportja „Káplán 1968” címmel jelent meg. Írása egy pap felszenteléséről szólt konkrét helyszínnel, szereplőkkel. Írója nem ismerte a napi diplomáciát, hogy az ötvenhatos forradalom után nehéz helyzetbe hozta magát és az országot a Kádár-rendszer. Titokban folyt az alattomos vallásüldözés. Ez az írás jól jött a nyugati országok előtt, s főként a Vatikánnal való kapcsolatnak: most például tíz fiatalt szenteltek föl az egri székesegyházban. Sulyok Katalinnak soha senki nem mondta meg, mire használták föl a cikkét. És ő se mondta meg, hogy az öccse felszenteléséről tudósított. /A titkosszolgálat úgyis tudott mindent./
Ezután megnyíltak előtte a szerkesztőségek, szerződést kapott, lehozták az írásait. 1971-től két évtizedig a Nők Lapja munkatársa, majd főmunkatársa, a hetenként egymillió példányban megjelenő lap – ahol minden műfajban publikált – rangot és elismertséget szerzett. 1982-ben Rózsa Ferenc-díjat kapott.
Riportjait siker és gyanakvás kísérte: cikkei után százával kapott leveleket asszonyoktól, az ő nyomorúságukat is írja meg. Falusi, tanyasi lányok és fiúk írtak a párválasztás gondjairól, és az újságíró felvette a kesztyűt, elutazott, meghívta presszóba őket, személyes élményeiből állította össze több sikeres riportkönyvét. A pártközpont jelentést kért a levelekről, könyveit ízekre szedték: szabad-e kisemberek életéről írni? Szabad-e a szocializmusban lelkesítő tanulságok levonása nélkül közreadni?
Több évtized alatt munkanaplója szerint 1333 különböző műfajú cikket publikált. Az Élet és Irodalomban 32 irodalmi riportja, különböző műfajú cikke jelent meg.

## A rendszerváltás küszöbén
A Kapu c. folyóirat 1989 februári számában megjelent férje cikke „A 301-es parcella” címmel, amely súlyos vádnak bizonyult a párt ellen, és nem biztatott forradalommal, utolsó mondata: „Következmények nélküli nép vagyunk.”
A házaspárra nézve viszont azonnal lett következménye, másnap vidéki házuknál munkásőrök szálltak ki autóból, szitkozódtak, köpdöstek, fenyegettek.
Sulyokot a munkahelyén telefonon fenyegették, hogy kinyírják őket.
Pár nap múlva  a Nők Lapja héttagú testülete beidézte az újságírónőt, két férfikollégája megvádolta, hogy rémhíreket terjeszt a lap rossz légköréről, és régebben az újságíró-iskolán egy tanítványát pellengére állította, azt állítva, hogy az buzi. Megfenyegették, ha nem bizonyítja be ártatlanságát, úgy bíróságra viszik az ügyét, egyébként az ilyen kollégának semmi helye a pályán.
/A csörte megjelent a KAPU 1989 májusi, a válasz 1989 augusztusi számában, két vádlója aláírásával./
Az újságírónőt hamarosan kitették állásából. /Már javában zajlott Fenyő Jánosnak, a VICO-nak a hatalomátvétele./
1990 nyarán forrtak az indulatok az irodalom körül a könyvkiadás és a könyvkereskedelem átalakulása miatt. Írók lázadtak, harc dúlt a pártállam lebontásáért. Sulyok és Siklós hetek alatt kiszorult a jövőből, a piacot elárasztotta a giccs, a kalózkiadás, az új kiadók pénzért akarták kiadni kézirataikat. Tiltakozásul előre bejelentve, engedélyezve, saját megjelent könyveiket égették el a Liszt Ferenc téri Ady szobor előtt, amit az Írók könyvesboltjának alkalmazottai félreértésből lelocsoltak.
Már nem volt érvényes Weöres Sándor intelme: „Égesd el könyveid, a bölcsesség legyél te magad” / Tíz lépcső/, a bölcsesség hiányzott.
A csernobili katasztrófa napjaiban a kertjükben tartózkodott fürdőruhában és festett. Attól kezdve betegeskedett. 1993. november 17-én halt meg, abban az évben dohányzásellenes nap volt „Ne gyújts rá” jelszóval. A tüdőrák elleni küzdelemhez férje alapítványt hozott létre, ami kudarcba fulladt.

## Önálló kötetei
- Indul a mezőny, riportok, tanulmányok Móra Könyvkiadó, 1973
- Nőnek születtem, esszé, dokumentumokkal Szépirodalmi Könyvkiadó, 1973
- Úgy szeretnék férjhez menni, riportok, tanulmányok, fiatal lányok, nők párkeresése, Móra Kiadó, 1977
- Hogyan készül? népszerűsítő, kedvcsináló írások gyerekeknek Móra Kiadó, 1977[2]
- Egy ország gyesen, gyermekgondozáson otthon lévő nők, családok élete, országos körkép, riportokkal, Móra Kiadó, 1979
- Úgy szeretnék megnősülni, riportok, tanulmányok fiatal férfiak párkeresése, Móra Kiadó, 1981
- Feleselő generációk, Szépirodalmi Kiadó, 1983
- Vetéstől a tálalásig, kertészkedők kézikönyve, játékosan, Siklós Lászlóval közösen, Mezőgazdasági Kiadó, 1988
- Lajos atya tanácsai, gyógyító zöldségkúrák, természetgyógyászat, Siklós László szerkesztésében 1995, HungaLibri, HungaPrint, Budaprint, kb. nyolc-tíz kiadás, és ismeretlen kiadók kalózkiadásai.
- Elsüllyedt b-irodalom, posztumusz, Kráter 2008, Siklós Lászlóval közösen.
- Több kiadatlan kézirata, köztük első regénye a Pest vármegyei levéltárban.
- Írószemmel antológia, Kossuth Kiadó
- A munkahely légköre, irodalmi riport, 1970
- Mellékesen dolgozunk, esszé-riport, 1971
- Ön mennyit /nem/ ad haza? 1973
- Távolságok, helyben, 1975
- Messzi lát a falu szeme, interjúk. 1976
- Gyermekgondozási segélyen, 1977
- Kerékpáron, buszon, vonaton /ingázók/ 1978
- Nagyvárosban idegenként, 1979
- Összehúzott nadrágszíjjal, /szegényekről/ 1981
- Nem piszkos a kezük, 1983
- Éjszakás nővérek, 1984
- Védőnők, riport, Hogyan kell harangot önteni? – antológiában
- Évikének kockás kabátot vettünk, Kisdobosok évkönyve, Móra Kiadó, 1981
- Az én apukám olvasztár, Kisdobosok évkönyve, 1976
- Women and Leisure, esszé, New Hungarian Quarterly, 1975 ősz, 59.
- „Tízezer nap magyar valóság” Siklós L.-val közösen, Kósa Ferenc 80. 2018, MMA. kiadása

### Cikkek, tanulmányok, recenziók
- név nélkül: Egy kívülálló a papi hivatásról, Új Ember, 1973 május 20
- Berkovits György: Két riporter bemutatkozik Valóság, 1973
- Mátyás István: Gondolatok a Kozmosz-könyvekről, Életünk, 1973
- Máriássy Judit: A valóság makadámútjai, Élet és Irodalom, 1973/27
- Lázár István: Járt és járatlan utakon, Új Írás, 1974
- Tüskés Tibor: Egy ország gyesen, Forrás, 1979
- Körmendy Zsuzsanna: Egy ország gyesen, Magyar Nemzet, 1979. dec. 21.
- Zöldi László : Felhígulás vagy feltöltődés, ÉS, 1978. június 3,
- H. Walachi Anna: Gyermeknevelő társadalom, Élet és Irodalom, 1980/6
- Ungvári Tamás: Palota és Kunyhó, látlelet egy közérzetről Élet és Irodalom, 1985. aug. 23.
- Bálint B. András: Így élünk Pannóniában, Magyar Hírlap, 1984 jan. 28.
- Kemény István: Feleselő generációk, Magyar Sajtó, 1984. január
- B. Juhász Erzsébet: Családi tűzfészek, Élet és Irodalom, 1984. július 13.
- Eszéki Erzsébet Írószemmel-szemle, Magyar Nemzet, 1985. május 31.
- M.G.P. /Molnár Gál Péter/: Fiatalnak lenni, Indul a mezőny, Világ Ifjúsága, 73/6
- Vámos Mária: Körkép, írószemmel, ÉS, 1972. június 17.
- Zöldi László: A család könyvtárából, Pártában, Magyar Ifjúság, 77/20